# 尾飾四點雙邊魚
尾飾四點雙邊魚為輻鰭魚綱鱸形目鱸亞目雙邊魚科的其中一個種，分布於大洋洲巴布亞紐幾內亞的淡水流域，體長可達11公分，屬肉食性，棲息在海拔200-300公尺的溪流。